# Cratichneumon spilomerus
Cratichneumon spilomerus är en stekelart som först beskrevs av Joseph Kriechbaumer 1888.  Cratichneumon spilomerus ingår i släktet Cratichneumon och familjen brokparasitsteklar. Inga underarter finns listade i Catalogue of Life.